# Вежа на набережній
Вежа на набережній (рос. Башня на набережной) — комплекс з трьох хмарочосів, вежа C є найвищим хмарочосом Європи та Росії. Комплекс розташований в Москві в районі Москва-Сіті. Висота 17-поверхової вежі А становить 85 метрів, висота 27-поверхової вежі В становить 127 метрів і висота 59-поверхової вежі С становить 268 метрів. Будівництво комплексу було розпочато в 2004 і завершено в 2007 році.
У комплексі розташовані офіси великих компаній: IBM, Toshiba, Інтерпайп, Citibank, General Electric, Symantec, Alcoa, Fortum, Lehman Brothers, KPMG, Oracle Corporation, E.ON, Ренесанс Капітал тощо.

## Транспортна доступність
Найближчі станції метро — «Виставкова», «Міжнародна» і "Діловий центр". До найближчої станції можна дістатися пішки за 5 хвилин.
У безпосередній близькості від комплексу розташоване Третє транспортне кільце.

## Хід будівництва

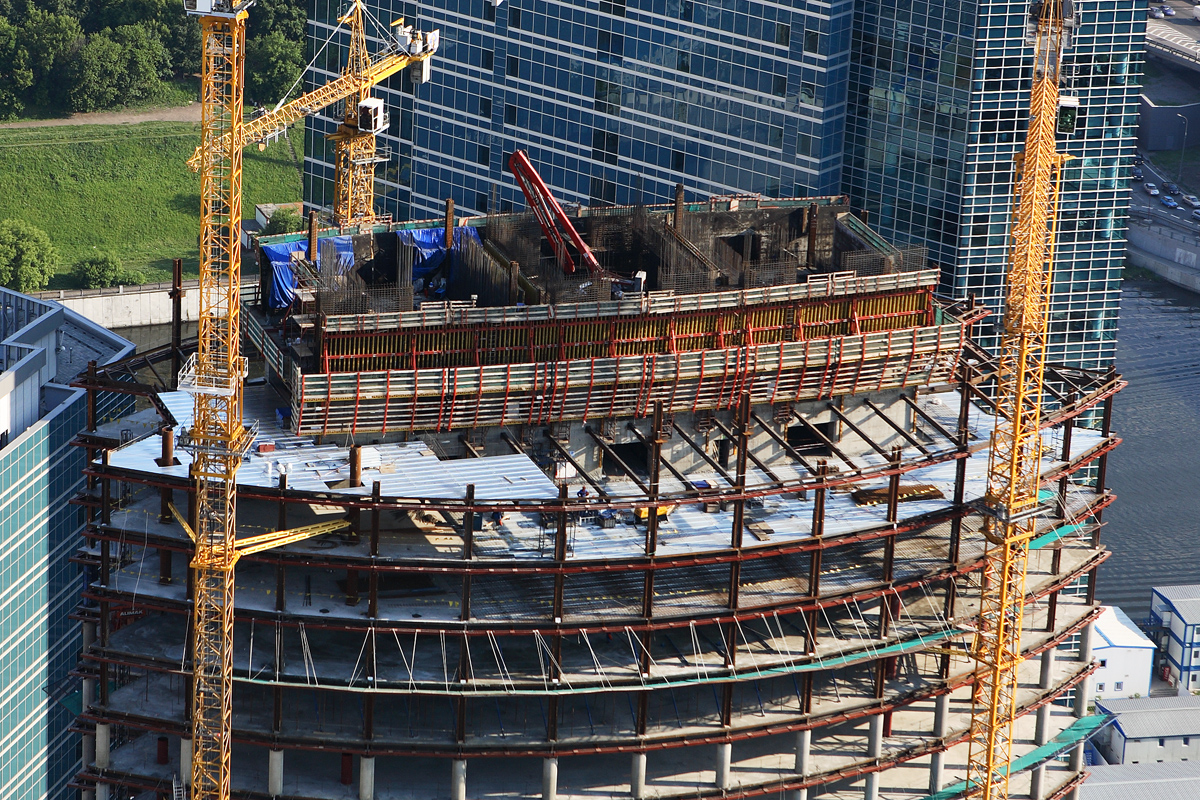
будівництво вежі С (20 червня 2006)
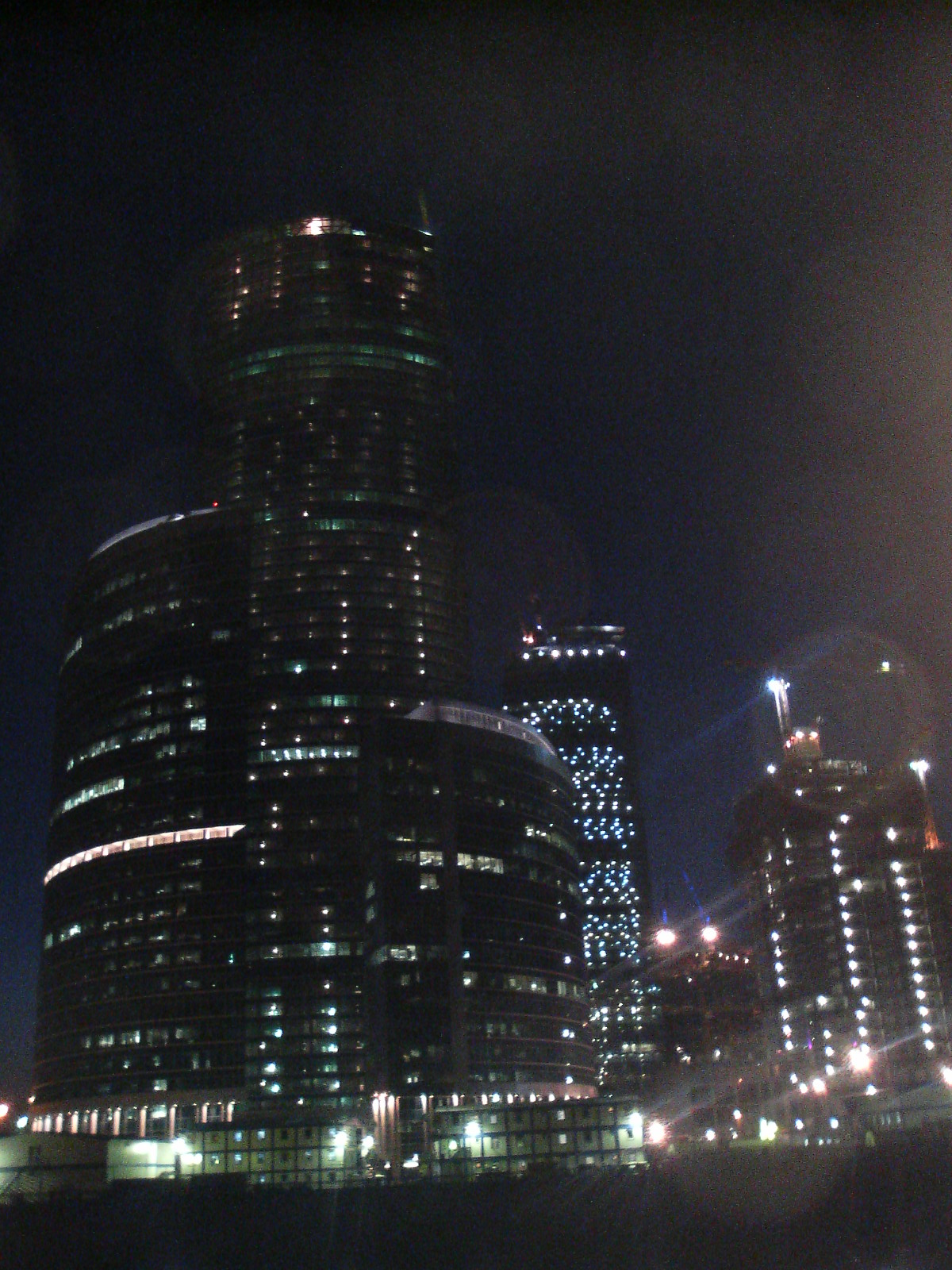
26 травня 2007